# Rodney McGee
Rodney McGee (* 11. März 1974 in Blacktown) ist ein ehemaliger australischer Radrennfahrer.
Als Junior wurde Rodney McGee 1991 und 1992 Dritter der Weltmeisterschaft in der Mannschaftsverfolgung, 1994, bei den UCI-Bahn-Weltmeisterschaften, belegte er ebenfalls den dritten Platz in dieser Disziplin (mit Brett Aitken, Tim O’Shannessey und Stuart O’Grady). 1995 wurde der australische Bahnvierer Weltmeister in der Besetzung McGee, O’Shannessey, O’Grady und Bradley McGee. 2004 belegte Rodney McGee bei der australischen Meisterschaft im Zweier-Mannschaftsfahren den dritten Platz gemeinsam mit Chris Sutton.
Anfang der 2000er Jahre war McGee Teammanager von NSWIS-FDJeux.com, fuhr währenddessen aber auch noch selbst Rennen. Anschließend war er als Ausdauertrainer der Junioren für den australischen Radsportverband tätig.
Rodney McGee ist der ältere Bruder von Bradley McGee.